# سیارک ۲۳۸۱۲
سیارک ۲۳۸۱۲ (به انگلیسی: 23812 Jannuzi، نامگذاری:1998QR46) بیست و سه هزار و هشتصد و دوازدهمین سیارک کشف شده‌است که در ۱۷ اوت ۱۹۹۸ کشف شد.
قدر مطلق سیارک برابر ۱۱.۲ است.